# Charbin
Charbin (čínsky v českém přepisu Cha-er-pin, pchin-jinem Hā'ěrbīn, znaky 哈尔滨) je subprovinční město v Čínské lidové republice. Jedná se o hlavní správní, hospodářské, kulturní a dopravní centrum severovýchodní Číny a největší město a správní středisko provincie Chej-lung-ťiang.
Leží na řece Sungari nedaleko hranice s Ruskem. Bylo budováno od konce 19. století spíše v evropském než asijském stylu – odtud přezdívka Paříž východu (nebo též Moskva či Petrohrad východu); dodnes je zde patrný ruský vliv. Dnes ve městě žije přes 3 miliony lidí. V jeho bezprostředním okolí pak deset milionů.

## Dějiny
Území dnešního města bylo osídleno nejpozději na konci doby kamenné (kolem roku 2200 př. n. l.). Zakladatelem a prvním císařem byl Wanyan Aguda, vládl v letech 1115–1123 a založil dynastii Jin (1115–1234). V roce 1115 Aguda založil Jinovo hlavní město Šanjing (Horní hlavní město), prefekturu Huining v dnešním okrese Acheng v Harbinu. Po Agudově smrti zahájil nový císař Wanyan Šeng výstavbu nového města podle jednotného plánu. Plán a stavby napodobovaly velká čínská města, zvláště Bianjing (Kaifeng), ale hlavní město Jin bylo menší než jeho vzor. Prefektura Huining sloužila jako první nadřazené hlavní město říše Jin až do roku 1153, kdy Wanyan Liang (čtvrtý císař dynastie Jin) přesunul hlavní město do Janjingu (nyní Peking). Jeho nástupce, císař Šizong obnovil město v roce 1173. Ruiny prefektury byl objeveny asi 2 km od dnešní centrální městské oblasti Acheng. 
Po dobytí říše Jin Mongoly (1211–1234) byla prefektura Huining opuštěna. V 17. století Mandžuové použili stavební materiál z prefektury Huining ke stavbě nové pevnosti v Alčuce. Oblast Charbin zůstala převážně venkovem až do 19. století, s více než deseti vesnicemi a asi 30 000 lidmi v dnešním městě do konce 19. století

### Moderní město
Základy moderního města byly položeny v roce 1895, kdy zde Ruské impérium začalo stavět Transmandžuskou železnici (později přejmenovanou na Východočínskou železnici). Charbin se stal centrem výstavby, byly zde ubytovány desítky tisíc ruských inženýrů, úředníků, vojáků a obchodníků s rodinami. Během rusko-japonské války (1904–1905) se důležitost města ještě zvýšila, neboť zde byla hlavní základna ruské armády v Mandžusku. V letech 1910–1911 zemřelo množství obyvatel na mandžuský mor. Po říjnové revoluci do města přišly desetitisíce emigrantů z Ruska. Počet obyvatel velmi rychle stoupl, v té době se jednalo o největší komunitu Evropanů v Asii. Založili zde katedrálu sv. Sofie.
V roce 1932 začala japonská okupace Charbinu, jež trvala až do skončení druhé světové války. V bezprostředním okolí města prováděli Japonci vědecké a vojenské experimenty známé jako Jednotka 731, při nichž na čínských a spojeneckých zajatcích testovali chemické a biologické zbraně.
Po zřízení Čínské lidové republiky město zůstalo důležitým správním centrem a dopravním uzlem. Bylo zde vybudováno mnoho továren, mezi nimi výrobny traktorů, cementu, turbín, strojů a petrochemické rafinerie. Na přelomu osmdesátých a devadesátých let bylo město otevřeno zahraničnímu obchodu a zahraničním investicím, takže od té doby zažívá čilý ekonomický rozmach.

## Doprava
Hlavním letištěm je mezinárodní letiště Charbin Tchaj-pching uvedené do provozu v roce 1979, které se nachází bezmála čtyřicet kilometrů jihozápadně od centra.

## Památky
- Ruiny středověké prefektury - na nich postavené muzeum, sochy Agudy a jeho velitele Nianhana
- Buddhistický chrám Ji Le
- Pravoslavná katedrála sv. Sofie byzantského typu (s věží o výšce 35 m)

## Vzdělávání
Nejvýznamnější charbinskou univerzitou je Charbinská polytechnická univerzita založená v roce 1920, která je členkou Ligy C9. Její campus je v městském obvodě Nang-ang.

## Správní členění
Subprovinční město Charbin se člení na 9 obvodů, 2 městské okresy a 7 okresy. Městské obvody Tao-li, Nan-kang, Tao-waj, Pching-fang, Sung-pej a Siang-fang tvoří vlastní město Charbin, obklopují je předměstské obvody Chu-lan, A-čcheng a Šuang-čcheng, vzdálenější jsou satelitní města Šang-č’ a Wu-čchang. Zbytek prefektury je tvořen venkovskými okresy.
| Tao-li 1 Tao-waj 2 3 4 Chu-lan A-čcheng Šuang-čcheng okres · I-lan okres · Fang-čeng okres · Pin okres · Pa-jen okres · Mu-lan okres · Tchung-che okres · Jen-šou městský okres · Šang-č’ městský okres · Wu-čchang 1. Nan-kang 2. Pching-fang 3. Sung-pej 4. Siang-fang |        |                       |                       |             |                                         |
| Název | Název  | Počet obyvatel (2010) | Počet obyvatel (2020) | Rozloha km² | Hustota zalidnění (obyv. na km²) (2020) |
| český přepis | znaky  | Počet obyvatel (2010) | Počet obyvatel (2020) | Rozloha km² | Hustota zalidnění (obyv. na km²) (2020) |
| Městské obvody |        |                       |                       |             |                                         |
| Tao-li | 道里区 | 923 762               | 1 097 430             | 464         | 2 366                                   |
| Nan-kang | 南岗区 | 1 343 857             | 1 390 679             | 162         | 8 563                                   |
| Tao-waj | 道外区 | 906 421               | 811 178               | 625         | 1 297                                   |
| Pching-fang | 平房区 | 190 253               | 238 945               | 99          | 2 419                                   |
| Sung-pej | 松北区 | 232 988               | 413 515               | 756         | 547                                     |
| Siang-fang | 香坊区 | 916 408               | 1 120 185             | 341         | 3 281                                   |
| Chu-lan | 呼兰区 | 768 394               | 769 997               | 2 186       | 352                                     |
| A-čcheng | 阿城区 | 596 856               | 500 327               | 2 436       | 205                                     |
| Šuang-čcheng | 双城区 | 825 634               | 633 880               | 3 113       | 204                                     |
| Městské okresy |        |                       |                       |             |                                         |
| Šang-č’ | 尚志市 | 585 386               | 463 358               | 8 908       | 52                                      |
| Wu-čchang | 五常市 | 881 224               | 724 705               | 7 501       | 97                                      |
| Okresy |        |                       |                       |             |                                         |
| I-lan | 依兰县 | 388 319               | 258 345               | 4 606       | 56                                      |
| Fang-čeng | 方正县 | 203 853               | 183 789               | 2 978       | 62                                      |
| Pin | 宾县   | 551 271               | 444 314               | 3 841       | 116                                     |
| Pa-jen | 巴彦县 | 590 555               | 420 409               | 3 143       | 134                                     |
| Mu-lan | 木兰县 | 277 685               | 176 245               | 3 173       | 56                                      |
| Tchung-che | 通河县 | 210 650               | 179 828               | 5 656       | 32                                      |
| Jen-šou | 延寿县 | 242 455               | 182 725               | 3 080       | 59                                      |
| |        |                       |                       |             |                                         |
| Celkem | Celkem | 10 635 971            | 10 009 854            | 53 069      | 189                                     |

## Osobnosti spjaté s historií města
- Valja Stýblová (1922–2020) – česká spisovatelka, univerzitní profesorka neurologie a politička.
- Jan Erml (1903–1978 Brno) – klavírista, profesor na JAMU Brno
- Jang Jang (* 1976) – bývalá čínská rychlobruslařka
- Svatý Filaret Nový vyznavač (1903–1985) – světec, duchovní

## Partnerská města
- Niigata, Japonsko (1979)
- Aarhus, Dánsko (1984)
- Edmonton, Kanada (1985)
- Minneapolis, Spojené státy americké (1992)
- Chabarovsk, Rusko (1993)
- Varšava, Polsko (1993)
- Ploješť, Rumunsko (1995)
- Asahikawa, Japonsko (1995)
- Pučchon, Jižní Korea (1995)
- Giv'atajim, Izrael (1999)
- Krasnojarsk, Rusko (2003)
- Daugavpils, Lotyšsko (2003)
- Salvador, Brazílie (2003)
- Rovaniemi, Finsko (2006)
- Nyíregyháza, Maďarsko (2006)
- Jakutsk, Rusko (2007)
- Punta Arenas, Chile (2007)
- Čiang Mai, Thajsko (2008)
- Arras, Francie (2008)
- Vídeňské Nové Město, Rakousko (2008)
- Magdeburk, Německo (2008)
- Krasnodar, Rusko (2008)
- Sunderland, Spojené království (2009)
- Čeljabinsk, Rusko (2012)
- Homel, Bělorusko (2015)
- Murmansk, Rusko (2015)